# Waltheria macrophylla
Waltheria macrophylla là một loài thực vật có hoa trong họ Cẩm quỳ. Loài này được Hassl. miêu tả khoa học đầu tiên.